# 巴施克林格巴赫河

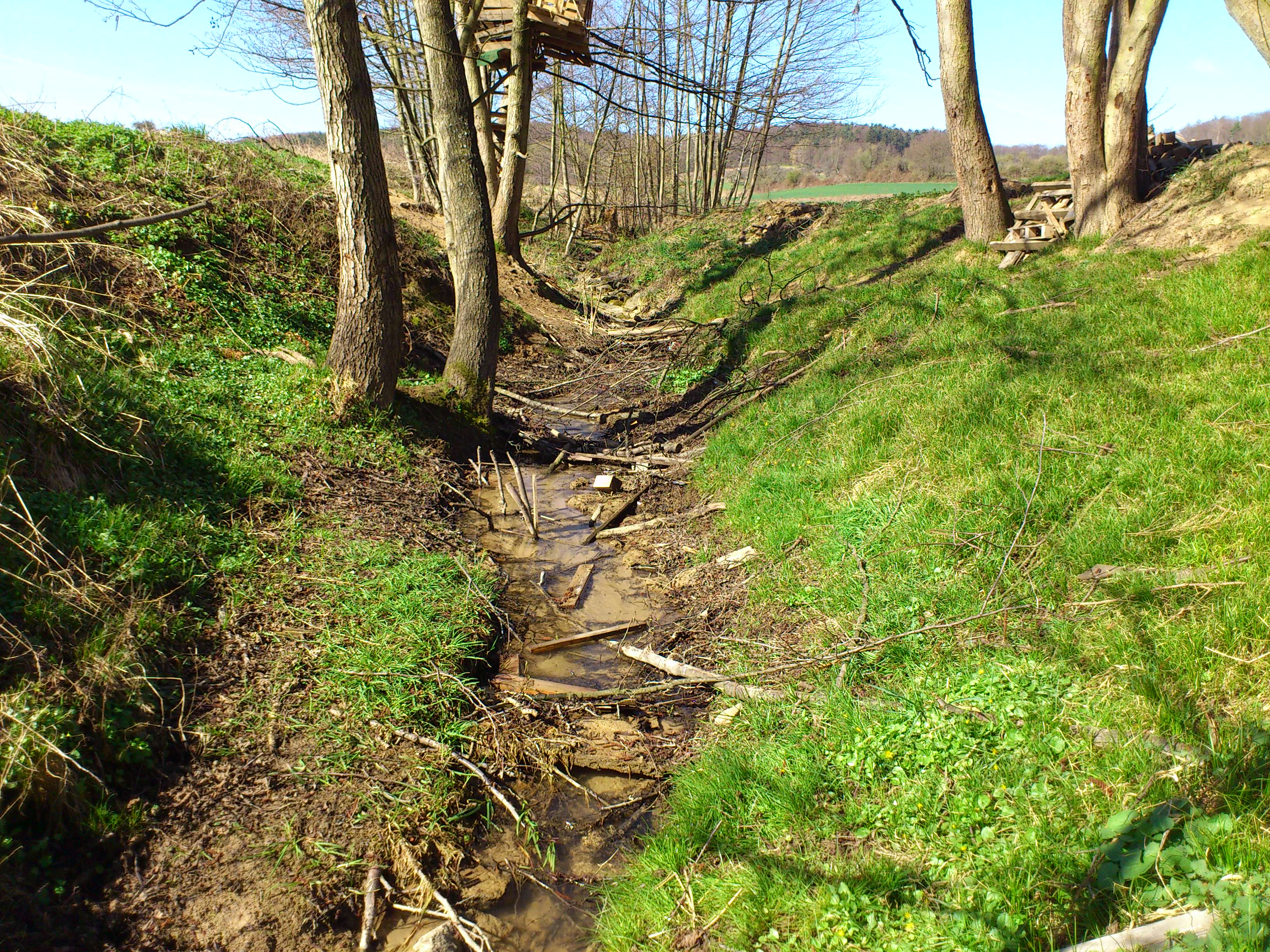

49°59′23.91″N 9°13′42.99″E / 49.9899750°N 9.2286083°E
巴施克林格巴赫河（德語：Baschklingebach），是德國的河流，位於該國東南部，由巴伐利亞負責管轄，屬於農嫩巴赫河的左支流，河道全長1.6公里，流域面積0.8平方公里。